# Kelsey Wys
Kelsey Wys (* 4. Februar 1991 in Coral Springs, Florida) ist eine US-amerikanische Fußballtorhüterin.

## Karriere
Wys spielte während ihres Studiums an der Florida State University für das dortige Team der Florida State Seminoles und lief im Jahr 2010 zudem sporadisch für den W-League-Teilnehmer Colorado Rush auf. Im Januar 2014 wurde sie beim College-Draft der NWSL in der zweiten Runde an Position 18 von den Western New York Flash unter Vertrag genommen und debütierte dort am 11. Mai 2014 im Heimspiel gegen den Sky Blue FC. Sie vertrat dort die bisherige Stammtorhüterin der Flash, Lydia Williams, die an die Australische Nationalmannschaft abgestellt war. In diesem Spiel gelang Wys dem vorläufigen Spielbericht zufolge zudem mit einem weiten Abschlag eine direkte Torvorlage für Angreiferin Abby Wambach, zu diesem Zeitpunkt ein Novum für eine Torhüterin in der NWSL. Diese Torvorlage wurde Wys in der finalen Spielberichtsversion jedoch wieder gestrichen, da eine gegnerische Verteidigerin den Ball noch verlängert hatte. Zur Saison 2015 wechselte sie im Tausch für Chantel Jones zu Washington Spirit.

### Nationalmannschaft
Wys war bis ins Jahr 2013 Teil diverser US-amerikanischer Nachwuchsnationalmannschaften, kam jedoch nach 2008 nicht mehr in offiziellen Länderspielen zum Einsatz.